# المجاهد (جريدة جزائرية سابقة)
جريدة المجاهد (بالفرنسية: El Moudjahid) جريدة جزائرية صدرت باللغتين الفرنسية  ثم العربية  في الأعوام من 1956م إلى 1962م خلال حرب التحرير الجزائرية، وكانت اللسان الرسمي لجبهة التحرير الوطني الجزائرية. وقد تركزت المادة الخبرية على الدفاع والتعبير عن أفكار جبهة التحرير الوطني وإبراز أصالة الشعب الجزائري والعمل على تدويل القضية الجزائرية وفضح أساليب ودعاية العدو أمام الرأي العام المحلي والعالمي.
اهتمت جريدة المجاهد بتنوير الرأي العام بأهداف الثورة، ففى العدد الثاني وتحت عنوان «لماذا نكافح» كتبت الصحيفة قائلة: إننا نكافح لتحرير الجزائر تحريرا شاملا لكي يسترجع الجزائريون حياة اجتماعية مناسبة في نطاق الشخصية القومية الجزائرية وباعتبار التطور التاريخي في العالم.
ولتبيان وحشية المستعمر للرأي العام الوطني والدولي كتبت الصحيفة في العدد الثالث مقالا تحت عنوان: «كيف يقتل جنود الاستعمار النساء الحوامل». كما اهتمت الصحيفة بما قالته الصحافة الدولية عن الجزائر، فاقتبست العديد من المقالات. كما خصصت صفحات للحديث عن الأحداث كنصف الشهر السياسي ونصف الشهر العسكري وردود الأفعال الدولية حول قضية الجزائر.

## التاريخ
مرت صحيفة المجاهد بثلاث مراحل أساسية ، الجزائرية، ثم المغربية، فالتونسية:
- المرحلة الأولى هي التي كانت تصدر خلالها الجريدة في مدينة الجزائر وتمتد هذه المرحلة من أول يوم صدرت فيه في جوان 1956 إلى 25جانفي 1957 حيث تمكن المستعمر من اكتشاف مقرها في حي القصبة إبان معركة التحرير.
- أما المرحلة الثانية فهي المرحلة التي أصبحت تصدر فيها من مدينة تطوان بالمغرب من 5 أوت 1957 إلى أول نوفمبر من السنة نفسها حيث حولتها لجنة التنسيق والتنفيذ إلى تونس لتكون قريبة من قيادة الجبهة.
- وأما المرحلة الثالثة والأخيرة فهي المرحلة التونسية وتمتد من أول نوفمبر 1957 إلى غاية حصول الجزائر على إستقلالها وهي أطول مرحلة مقارنة بالمراحل السابقة.

### السياق العام

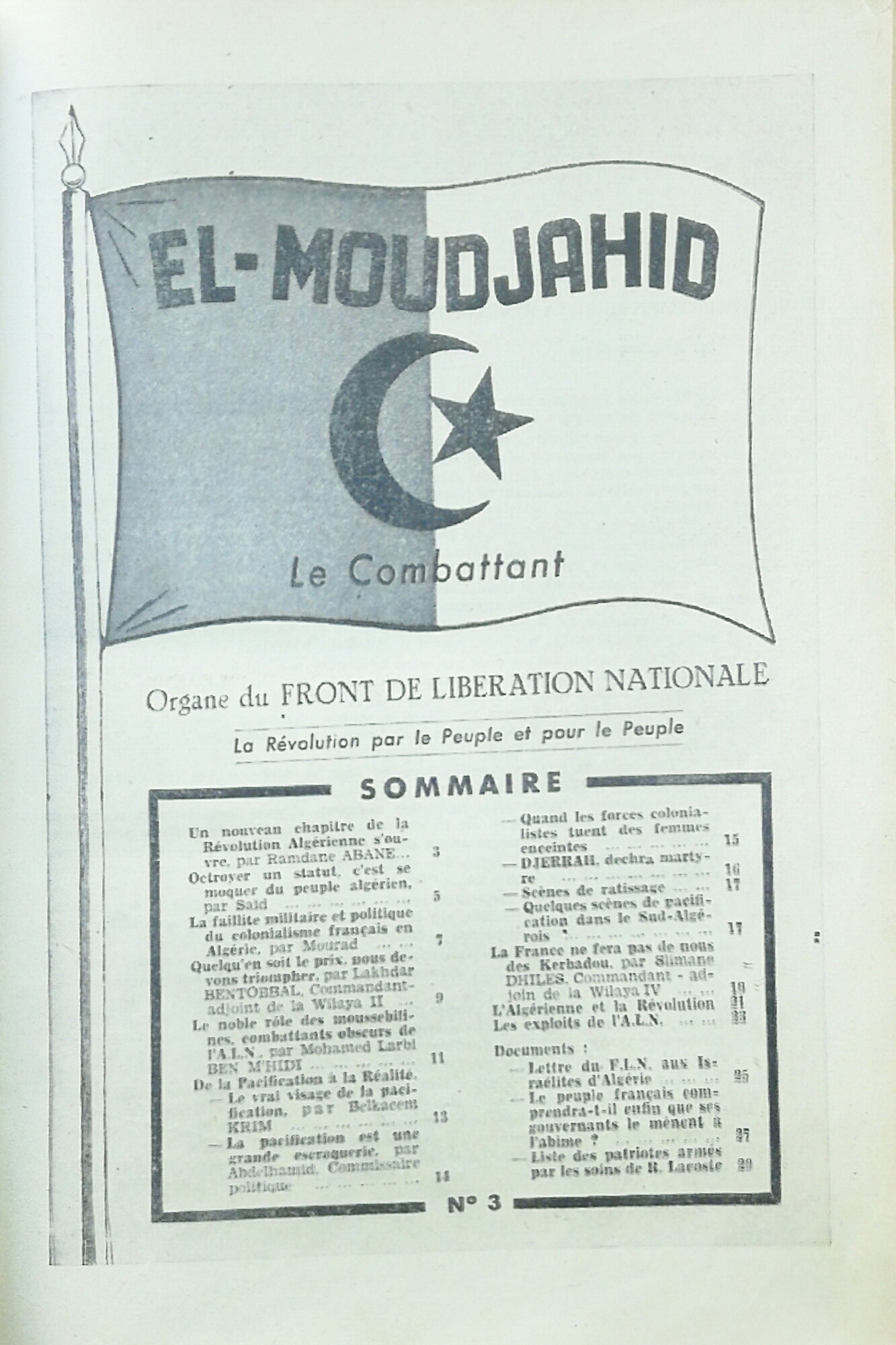
العدد الثالث من جريدة المجاهد، النسخة الفرنسية، عدد سبتمبر 1956م.

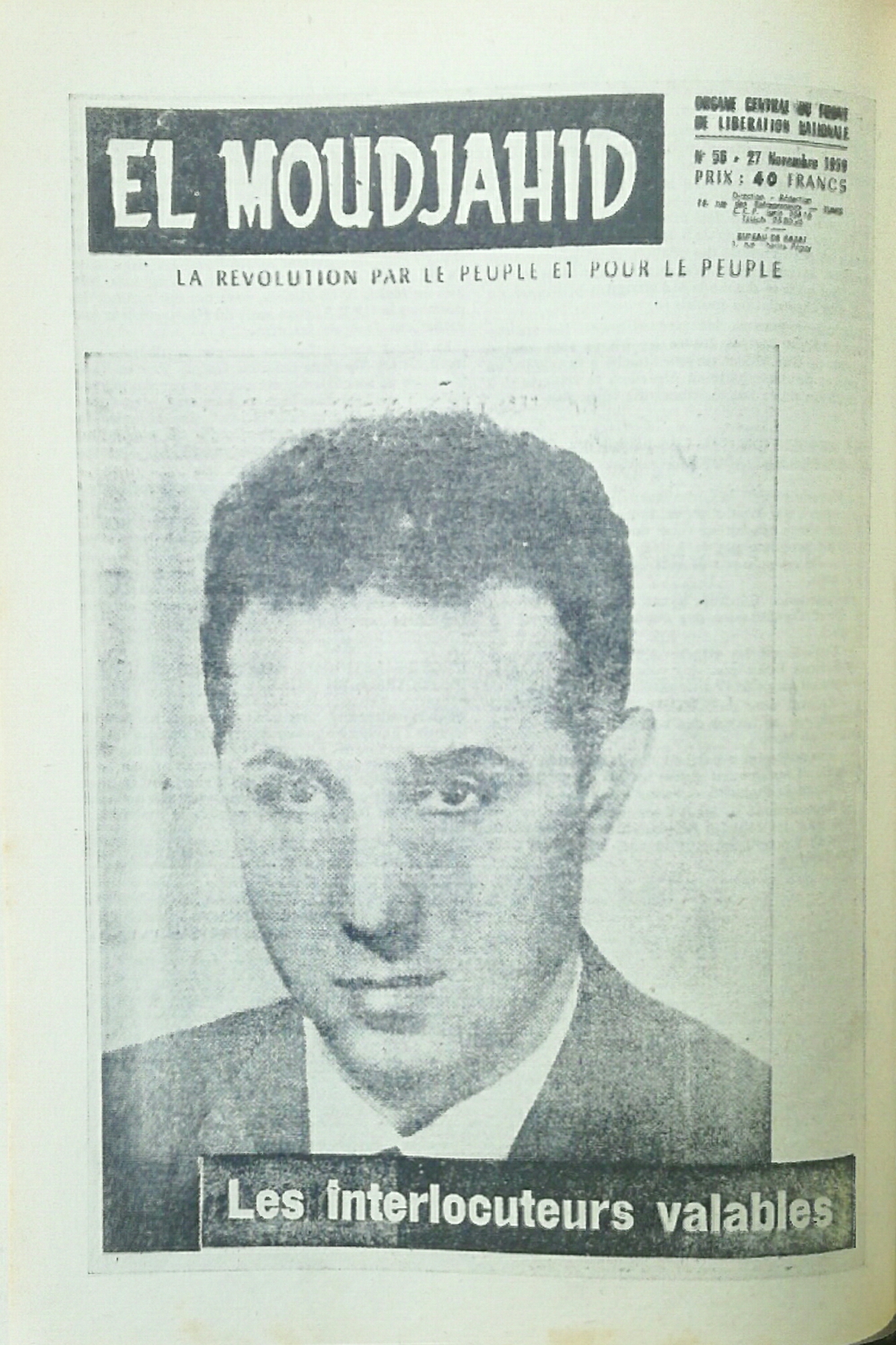
صورة أحمد بن بلة على غلاف جريدة المجاهد بتاريخ 27 نوفمبر 1959م.

بعد اندلاع حرب التحرير الوطني الجزائرية، وجدت الثورة نفسها بعد سنتين  في حاجة إلى وجود قنوات إعلامية لإبلاغ الشعب بالتطورات التي تحدث على المستوى العسكري، وللرد على الدعاية الفرنسية المضادة ، وبعد أن كانت الثورة تعتمد على المناضلين في نقل الأخبار وتوزيع المنشورات رأت من الضرورة إنشاء أجهزة إعلامية مكتوبة ومسموعة مثل الإذاعة السرية «صوت الجزائر المكافحة».

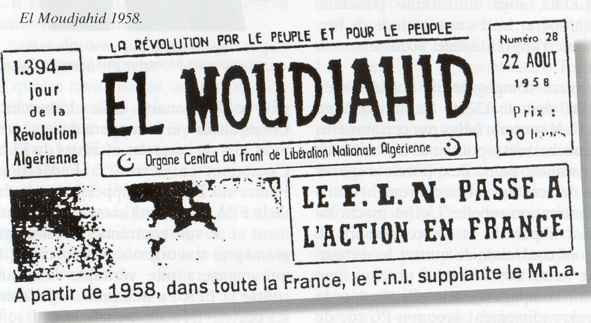
جريدة المجاهد، النسخة الفرنسية، اصدار 22-28 أوت (أغسطس) 1958م.

#### منشورات الداخل
أول المنشورات أصدرتها الولايات على شكل منشورات مطبوعة بالناسخ الكحولي (رونيو) هدفها إبلاغ صفوف جيش التحرير الوطني، ولم يتجاوز العدد الواحد 2000 نسخة. ومن بين تلك المنشورات:
منشورات المنطقة المستقلة للعاصمة:
- «الصدى التيطري» (بالفرنسية: L'Écho du Titteri).
- «نشرة الداخل» (بالفرنسية: Le Bulletin Intérieur).

منشورات الولاية الثالثة:
- «الحقيقة» (بالفرنسية: La Vérité).
- «نشرة أخبار المناضلين» (بالفرنسية: Bulletin de Nouvelles des Combattants).
- «صوت المجاهد» (بالفرنسية: La Voix du Moudjahid).
- «صوت الجبال» (بالفرنسية: La Voix des Montagnes).
- «النهضة الجزائرية» (بالفرنسية: Renaissance algérienne).

#### منشورات الخارج
ومن أجل تعريف وتدويل كفاحها التحريري، نشرت جبهة التحرير الوطني جريدة «المقاومة الجزائرية» (بالفرنسية: Résistance algérienne) في 22 أكتوبر 1955، باللغتين العربية والفرنسية في 3 طبعات (باريس، وتطوان، وتونس). كان إصدار أعداد هذه الصحيفة غير منتظم.

### جريدة المجاهد
ظهرت جريدة المجاهد لأول مرة في جوان (يونيو) 1956م على شكل نشرة خاصة في الجزائر العاصمة. وفي شهر أوت (أغسطس) 1956م أخذت شكلها المعروف كجريدة ناطقة باسم جبهة التحرير الوطني بعد وقف صدور جريدة المقاومة الجزائرية في 15 جويلية (يوليو) 1957م، وبذلك أصبحت جريدة المجاهد اللسان الرسمي الوحيد لجيش وجبهة التحرير الوطني.
كانت جريدة المجاهد تُطبع في البداية في تطوان بالمغرب ثم انتقلت بقرار من المجلس الوطني للثورة الجزائرية إلى تونس في نوفمبر 1957م حيث بقيت هناك حتى 19 مارس 1962م، ثم دخلت الجزائر واستقرت بين شهري أفريل (أبريل) وماي (مايو) بمدينة البليدة لتنتقل نهائيا إلى الجزائر العاصمة.

### المواضيع التي تناولتها الصحيفة
لايمكن التطرق بالتحليل لمختلف المواضيع التي تناولتها الصحيفة طيلة سنوات صدورها ولكنها ركزت على النقاط التالية:
1. التركيز على كشف الزيف وتعرية الإشاعة والدعاية المضادة وبيان الكذب والتناقض فيها لإسقاط فاعليتها، وتوجيه رد الفعل ضد مروجيها، ومحاكمة الخصم وتحديه وكشف تناقضه ة تآمره وكذبه وتضليله مما يعريه أمام الرأي العام، وتشكيل الحواجز بينه وبين المساحة البشرية التي يسعى للتأثير عليها فيفقد ثقتها وتجاوبها معه.
2. استعمال الإسقاط كأسلوب إعلامي ذا فاعلية نفسية لهز العدو من داخله وإشعاره بتفاهة شخصيته ومواقفه ليكون الهزيمة في أعماقه النفسية، ويسلب منه الروح المعنوية، والقدرة على المواجهة بتوجيه الخطاب اليه كطرف هزيل يوضع موضع الاستهزاء والسخرية.
3. استعمال أسلوب الاستمالة والتأثير باستخدام أسلوب نفسي ووجداني مؤثر في الطرف المتلقي بتوجيه الخطاب اللين والكلمة الجذابة والاستهواء المؤثر اليه.ليشعر المتلقي باحترام الإعلام الموجه إلى شخصيته وحسن نية الجهة التي تخاطبه، وحرصها على حفظ مصالحه وكرامته، لتكوين علاقة حسنة بينه وبين الطرف الذي يوجه اليه الخطاب الإعلامي فيكسب وده وثقته ويتقبل أفكاره وخطبه.
4. استعمال الموضوعية والإقناع المنطقي. فكما يخاطب الإعلام الجانب النفسي والعاطفى عند الإنسان ويستعمله كمدخل لشخصية المتلقي للخاطب الاعلامي، وللتأثير على مساحات واسعة من الرأي العام فانه يستخدم الإقناع المنطقي والأسلوب العقلي والموضوعية العلمية ليشعر العدو وأتباعه بثقته بنفسه وتفوقه عليه لتشكيكه في قناعاته ووضعه في موضع الضعيف المتهم.
5. تحطيم الرموز المعادية حيث تشكل القيادة والرموز المعادية الهدف الأول للإعلام والحرب النفسية المضادة. ذلك أن الرمز والقيادة هي القوة المركزية والموجه الحركي للجماعة والأمة، وكلما كان للجماعة والأمة ثقة برموزها وتقديس لقيادتها وارتباط وثيق بها صعب اختراق الأعلام المعادي لتحصيناتها الفكرية والدعائية لذا فان مثل الموقف يتطلب من الخطاب الإعلامي المضاد تحطيم الرمز المعادي، وعزل تأثيره، وتدمير الثقة به. ويستخدم الإعلام هذا الأسلوب لتعرية المنحرفين وكشف زيفهم وجنايتهم على الإنسانية وعلى إتباعهم لفك الارتباط، وتحطيم التأثير النفسي على الرأي العام.[7]

### الدعاية المضادة الفرنسية
بلغ التزييف الفرنسي للأخبار والأحداث مدىً كبيراً إذ أُسست أجهزة ضخمة لمتابعة إعلام جبهة التحرير الوطني وتزييفه وتزويره.
قامت خدمات الدعاية الفرنسية بتوزيع العديد من النسخ المزيفة لجريدة المجاهد، فمثلا احتوى العدد المزيف 61 (16 مارس 1960) على مقالات كاذبة «تعترف» فيها جبهة التحرير الوطني بأنها ارتكبت مجازر واغتيالات.
وعن كذب الإعلام الفرنسي، نشرت صحيفة المجاهد حديثاً لأسير فرنسي أُطلق سراحه يقول فيه: «إننا نعرف زيف البلاغات الفرنسية ولا يصدقها أحد منا، إنهم لا يعرفون كيف يكذبون، وفي كثير من المرات كنا نعيش بأنفسنا الوقائع الصارخة التي تكذب بلاغات القيادة الفرنسية».
تعرضت صحيفة المجاهد الناطقة باللغة الفرنسية في أعدادها 61، 62، 63، 64، 65 و 66 لعملية تزييف تامة لكن صحيفة المجاهد فضحت العملية، وتم التنديد بها من قبل الصحافة العالمية وخاصة في الملتقى العالمي الثاني للصحافيين في بادن (النمسا) من 8 إلى 22 أكتوبر1960.

### رؤساء التحرير
ترأس تحريرها عبان رمضان ثم خلفه بعد استشهاده أحمد بومنجل. وبعد إنشاء الحكومة المؤقتة سنة 1958م أصبحت تابعة لوزارة الأخبار التي يرأسها أمحمد يزيد.
كان من بين الذين قاموا بإعداد وتحرير صحيفة المجاهد:
- النسخة العربية : إبراهيم مزهودي، عبد الله شريط، محمد الميلي، عبد الرحمن شريط، لمين بشيشي، عيسى مسعودي.
- النسخة الفرنسية : رضا مالك، فرانز فانون، بيار شولي.

### اصداراتها
صدر من جريدة المجاهد 120 عددا، بقي منها بعد الاستقلال 116 عدداً وفقدت 4 أعداد. نشرت خلال مدة صدورها أكثر من 200 مقال و150 تحقيق صحفي و50 مقابلة صحفية و150 دراسة، وغيرها من المواد الإخبارية والتقارير.
تضمنت جريدة المجاهد 1386 مادة إعلامية توزعت على الأنواع الصحفية - ما عدا الأخبار- كما يلي:
- 114 افتتاحية (هناك عددان بدون افتتاحية و4 أعداد مفقودة).
- 209 مقالة.
- 273 تقريرا صحفيا.
- 200 تعليقا.
- 127 عمودا.
- 149تحقيق صحفيا.
- 50 حديثا صحفيا.
- 154 دراسة.

## محتوى وشكل الجريدة

### التصميم
الأعداد الخمسة (5) الأولى للجريدة تتميز بتصميمها البسيط، بنمط هاوي.
الأعداد من 6 إلى 15، تطور شكل الجريدة كاملا حيث أخذت حجم «ورقة القطع الكبير» (broadsheet)، مع تصميم كثيف و «صفحة أولى» حقيقية.
الأعداد من 16 إلى 31، تطور تصميم الجريدة على نطاق واسع بضهور الصور والعناوين الكبيرة.
الأعداد من 32 إلى العدد الأخير 91 مع نهاية الحرب، تتميز بسيطرة الصور على تصميم الجريدة.
قطع الصحيفة (العرض × الطول) 25 × 44 سم.

### عدد الصفحات
تحتوي النشرات العادية للصحيفة على 12 صفحة، بينما النشرات الخاصة لها عدد صفحات متغير.

### اللغة
جريدة المجاهد هي مرآة للوضع اللغوي في الجزائر بعد 125 سنة من الاحتلال الفرنسي، وهذا ما يفسر طبعها باللغتين: الفرنسية أولا في عام 1956 والعربية ثانيا في عام 1957.
إختارت جبهة التحرير الوطني منذ البداية «اللغة الإمبريالية» (الاستعمارية)، أي الفرنسية، كلغة عمل. ويتوافق هذا الاختيار مع الهدف الرئيسي لجبهة التحرير الوطني: شرح القضية الجزائرية للرأي العام الدولي.

### الاسم
اختارت لجنة التنسيق والتنفيذ اسم «المجاهد» من بين أسماء أخرى مثل «الجندي» و «الثوري» و «المتطوع» لعدة أسباب من أهمها أن هذا الاسم هو إستدعاء للمفهوم الجهاد الذي لم يتوقف مدة الاستمار الفرنسي للجزائر منذ سنة 1830م.

## صور بعض الصفحات الأولى للمجاهد

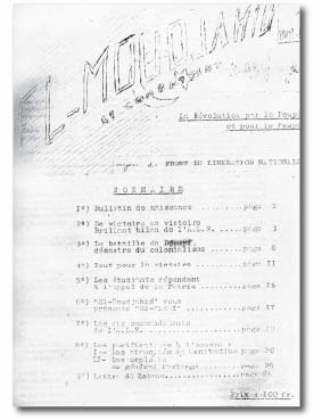
العدد الأول (جوان يونيو 1956)
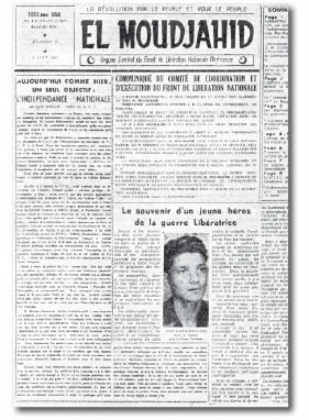
العدد الثامن (5 أوت أغسطس 1957) : "Communiqué du CCE" - "بيان لجنة التنسيق والتنفيذ"
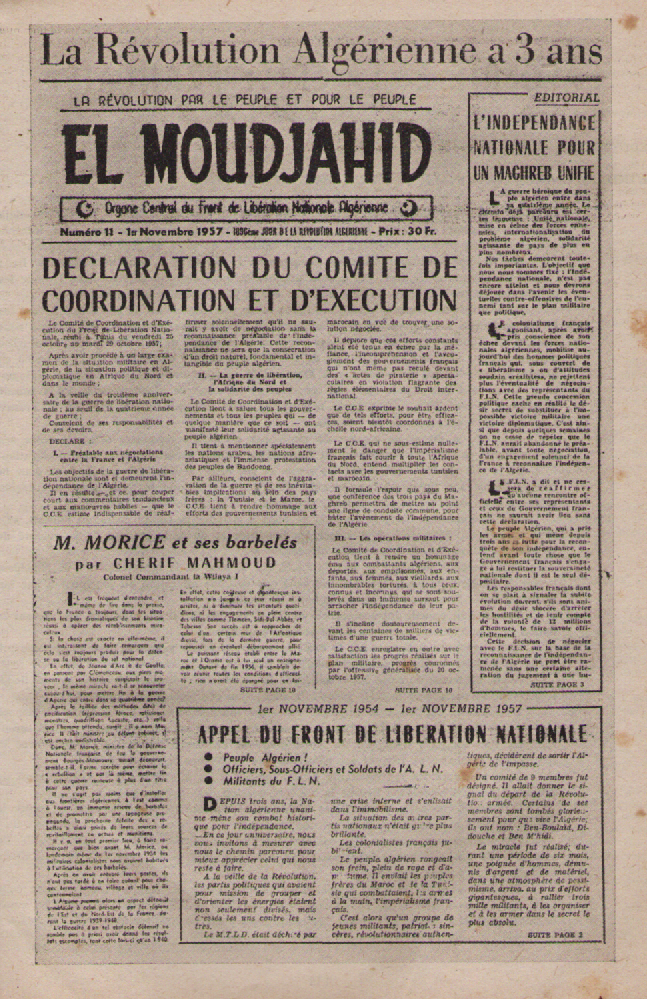
العدد 11 (1 نوفمبر 1957) : "La Révolution Algérienne a 3 ans" - "الثورة الجزائرية لها 3 سنوات"
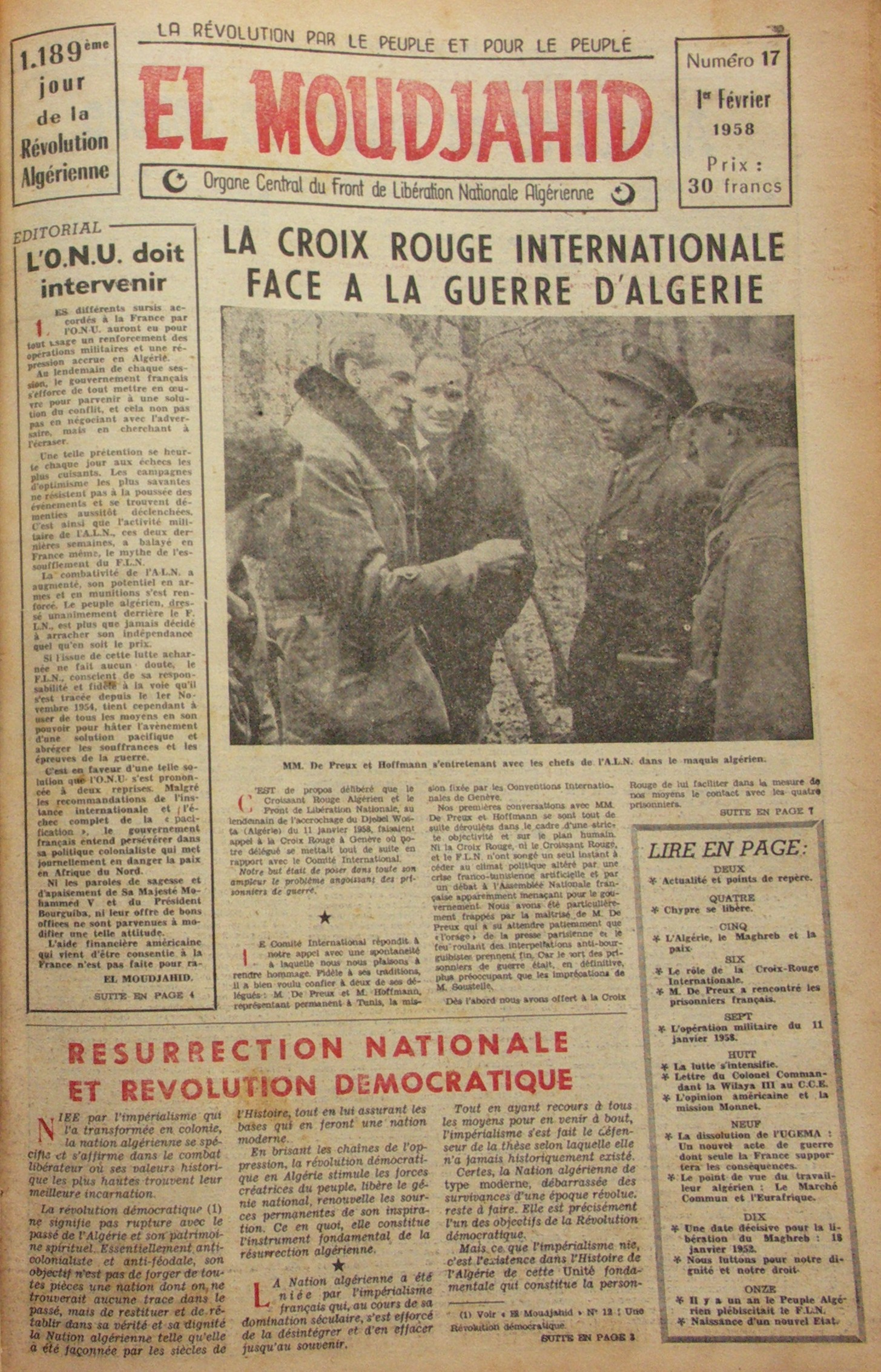
العدد 17 (1 فبراير 1958) : "La Croix Rouge Internationale face à la Guerre d'Algérie" - "اللجنة الدولية للصليب الأحمر في مواجهة حرب التحرير"
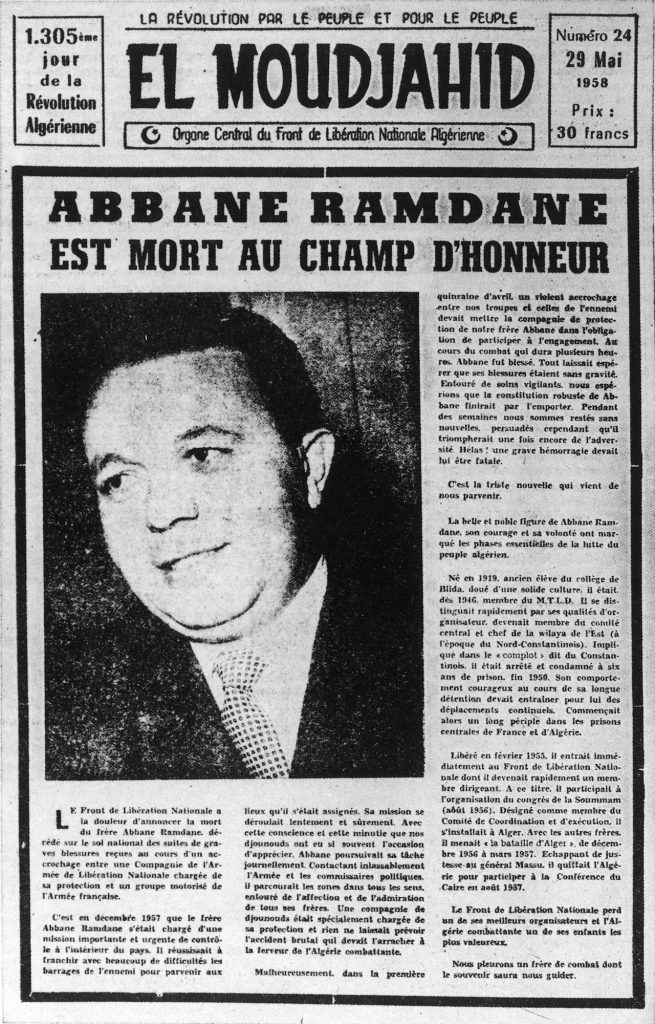
العدد 24 (29 مايو 1958) : "Abbane Ramdane est mort au champ d'honneur" - "إستشهاد عبان رمضان في ساحة الشرف"
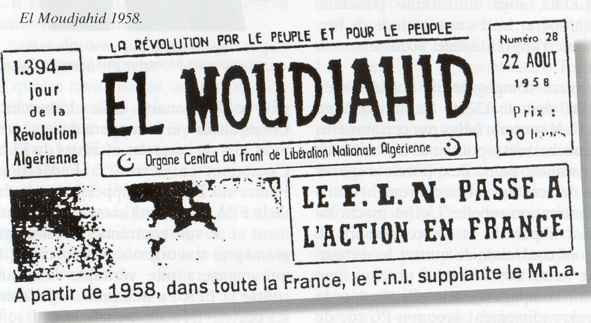
العدد 28 (22 أوت أغسطس 1958) : "Le F.L.N. passe à l'action en France"
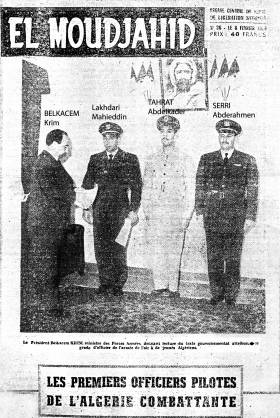
العدد 36 (6 فبراير 1959) : "Les premiers officiers pilotes de l'Algérie combattante" - "الضباط الطيارون الأوائل للجزائر المجاهدة"
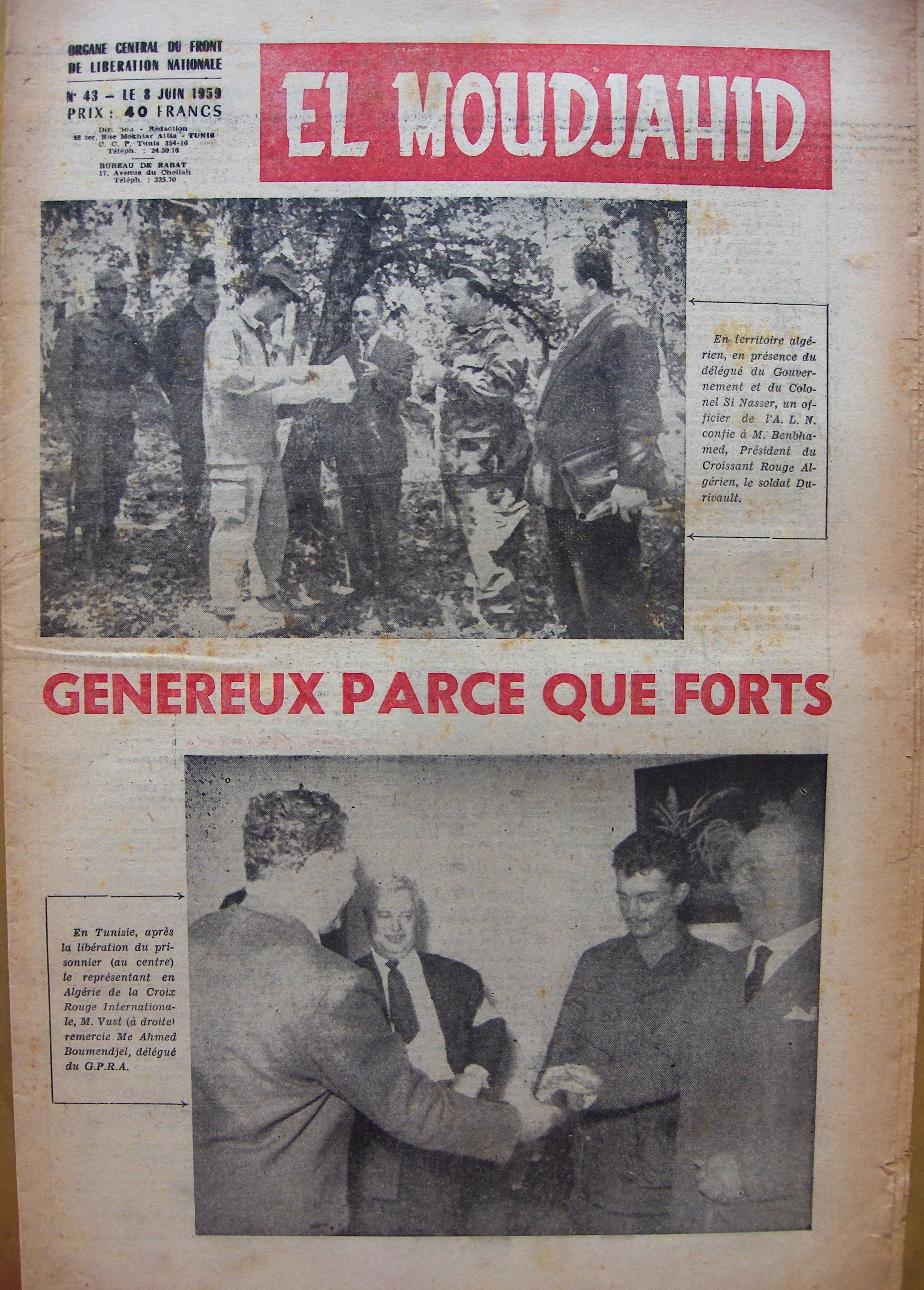
العدد 43 (8 جوان يونيو 1959) : "Généreux parce que forts" - "كرماء لأننا أقوياء"
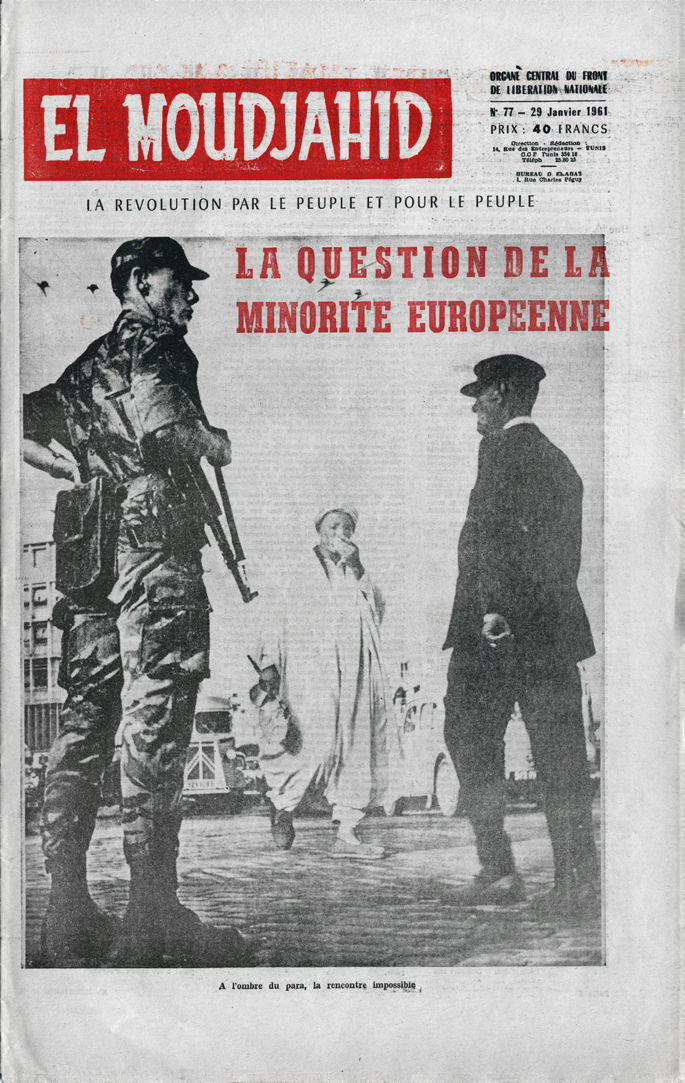
العدد 77 (29 جانفي يونيو 1961) : "La Question de la Minorité Européenne" - "مسألة الأقلية الأوروبية"
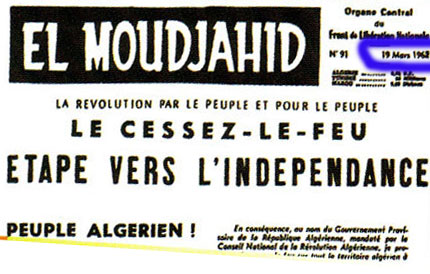
العدد 91 (19 مارس 1962) : "Le cessez-le-feu: Etape vers l'indépendance" - "وقف اطلاق النار - خطوات تجاه الاستقلال"